# Xenoperdix udzungwensis
La perdiz del Udzungwa (Xenoperdix udzungwensis) es una especie de ave galliforme de la familia Phasianidae endémica de Tanzania.

## Descripción
Es una perdiz pequeña, de unos 29 cm de largo. El plumaje de sus partes superiores es de color pardo oliváceo densamente listado. Tiene el rostro y garganta castaño rojizos y sus partes inferiores son grisáceas moteadas en negro. Tiene el pico rojo, el iris de los ojos pardo y las patas amarillas. Ambos sexos tienen un aspecto similar. Su dieta se compone principalmente de escarabajos, hormigas y semillas.

## Distribución
Es un ave de distribución muy reducida que no fue descubierto por la ciencia hasta 1991. El primer indicio de su existencia fue un par de estrañas patas en olla en un campamento en los bosques de Tanzania. Es endémica de las montañas Udzungwa, en el interior de Tanzania. Una segunda población presente en los altiplanos de Rubeho que en principio se pensó que era una subespecie de perdiz del Udzungwa ahora se considera una especie aparte, la perdiz de Rubeho (Xenoperdix obscurata).

## Estado de conservación
Debido a su limitada área de distribución y pequeña población, la progresiva pérdida de hábitat y el exceso de caza en algunas zonas la perdiz del Udzungwa está clasificada como especie en peligro de extinción en la Lista Roja de la UICN.